# Vicolo della Frusta
Vicolo della Frusta är en gränd i Trastevere i Rom. Gränden löper från Via della Paglia till Vicolo del Cedro. Vicolo della Frusta är uppkallad efter det spöstraff, av frusta, ’piska’, ’spö’, som verkställdes i området. 